# Parafia Najświętszego Serca Pana Jezusa w Porajowie
Parafia Najświętszego Serca Pana Jezusa w Porajowie – znajduje się w dekanacie Bogatynia w diecezji legnickiej. Erygowana w 1984 z podziału parafii Niepokalanego Poczęcia Najświętszej Maryi Panny w Bogatyni.
Obsługiwana przez księży diecezjalnych. Jej proboszczem jest ks. Krzysztof Zambroń.